# Eiersalat – Eine Frau geht seinen Weg
Eiersalat – Eine Frau geht seinen Weg ist ein 1999 im Verlag Kiepenheuer & Witsch veröffentlichter Roman (ISBN 3-462-02815-4) des Mülheimer Unterhaltungskünstlers Helge Schneider. Das Buch ist als Persiflage auf Frauenromane sowie die weibliche Emanzipation zu betrachten. Als Autorenangabe verwendete Schneider das Pseudonym Helga Maria Schneider.

## Inhalt
Die Geschichte beginnt damit, dass sich die Protagonistin im Flugzeug nach Griechenland befindet. Der Urlaub ist ein Geschenk ihres Mannes, worüber sie sich jedoch nicht dankbar zeigt. Schnell wird ihre stark ausgeprägte feministische Ader, gepaart mit Hang zur kompromisslosen Brutalität gegen Männer, deutlich. Auf der Mittelmeerinsel bandelt sie schnell mit einem Inselbewohner, einem Surflehrer, an und lässt sich von diesem schwängern. Wieder in der Heimat nimmt sie die unaufgeräumte Wohnung zum Anlass, sich von ihrem Mann zu trennen und diesen hinauszuwerfen. Als ihre Urlaubsbekanntschaft zu Besuch kommt, plant sie diesen in einer Badewanne voll Säure zu töten, was aber misslingt. Am gleichen Tag gebiert sie ihr Kind, einen Jungen, und macht sich kurzerhand auf den Weg zum Markt. Als sie zurückkommt, ist der Surflehrer mitsamt dem gemeinsamen Sohn verschwunden.
Die nächste Zeit verbringt Helga Maria, die nun in einer Frauen-WG wohnt, mit dem Verfassen von Büchern, der Gründung eines Frauenclubs sowie weiteren Stelldicheins mit männlichen Bekanntschaften. Erneut wird sie schwanger. Diesmal ist es ein Mädchen, es wird jedoch bald von der Mutter verstoßen, da es bereits in jungen Jahren verheiratet ist. 
Im nächsten Jahr findet ein internationales Frauentreffen in Burundi statt. Helga Maria beschließt, mit dem Motorrad dort hinzureisen. Auch hier fängt sie ein Verhältnis mit einem Einheimischen an, diesem ist jedoch ebenfalls kein schönes Schicksal beschieden, wird er doch bei der Heimreise von Helga Maria vom Motorrad geworfen und im Wüstensand liegen gelassen. Eine vorbeifahrende deutsche Familie rettet ihn allerdings. Bei ihrer Ankunft zuhause findet sie ihr Wohnhaus abgebrannt vor. Das Buch endet damit, dass die Protagonistin per Schiff nach Südamerika auswandert.

## Hörbuch
Im Jahr 2000 erschien eine ungekürzte Autorenlesung, untermalt von Klavierimprovisationen Schneiders.